# Valentina Lizcano
Valentina Lizcano (née Madeline Johana Lizcano Angulo le 27 avril 1984 à Cali,  Colombie), est une actrice et présentatrice colombienne.

## Biographie
Née à Cali en Colombie, elle vit dans la municipalité de Málaga (Santander) jusqu'à ce qu'elle décide d'aller à Bogotá pour commencer sa carrière d'actrice. 
En 2004, elle participe au reality show Protagonistas de novela de la Chaîne RCN. Elle présente l'émission de télévision infantile Bichos bichez. 
Elle commence sa carrière d'actrice en incarnant le personnage de Luz Amparo dans la série Aquí no hay quien viva. En 2012, elle est nommée aux 28.a versión de los Premios India Catalina de la télévision colombienne pour son rôle de la telenovela El secretario de la chaîne Canal Caracol,.

### Telenovelas
- 2004 : Protagonistas de novela 3  (RCN) : elle-même
- 2004 : Bichos (RCN) : Flora
- 2008 : Aquí no hay quien viva (RCN - City TV) : Luz Amparo González
- 2009 : Inversiones el ABC (RCN)
- 2009 : Los Victorinos (R.T.I. - Telemundo) : Milena
- 2010 : La diosa coronada (R.T.I. - Telemundo) : Adelaida
- 2011 : La reina del sur (Telemundo - Antena 3) : Martha
- 2011-2012 : El secretario (Caracol Televisión) : Olga Linares
- 2013 : Doubles Jeux (¿Quién eres tú?) (RTI Producciones - Televisa) : Florencia
- 2015 - 2016 : Dulce Amor (Caracol Televisión) : Amanda  (Antagoniste principale)
- 2018 : La reina del flow (Caracol Televisión) : La journaliste Zulma López

## Nominations et récompenses

### Premios TVyNovelas
| Année | Catégorie                                    | Telenovela             | Résultat |
| ----- | -------------------------------------------- | ---------------------- | -------- |
| 2016  | Meilleure actrice antagoniste de telenovela  | Dulce Amor             | Nommée   |
| 2012  | Meilleure actrice de caractère de telenovela | El secretario          | Nommée   |
| 2009  | Meilleure révélation féminine                | Aquí No Hay Quien Viva | Gagnante |

### Premios India Catalina
| Année | Catégorie                                   | Telenovela    | Résultat |
| ----- | ------------------------------------------- | ------------- | -------- |
| 2012  | Meilleure actrice de telenovela ou de série | El secretario | Nommée   |